# Schizotus yamauchii
Schizotus yamauchii es una especie de coleóptero de la familia Pyrochroidae.

## Distribución geográfica
Habita en Japón.